# Gianluigi Donnarumma
Gianluigi Donnarumma (n. 25 februarie 1999, Castellammare di Stabia, Campania, Italia) este un fotbalist italian, care joacă pe post de portar la PSG în Ligue 1. Pe plan internațional, are prezențe la națională pentru Italia U15⁠(d), Italia U16⁠(d), Italia U17⁠(d), Italia U21⁠(d) și Italia.
Este fratele mai mic al portarului Antonio Donnarumma, care a jucat pentru Asteras Tripolis din Super liga din Grecia.
Începând în categoriile inferioare ale echipei, Donnarumma și-a început cariera de profesionist la AC Milan în 2015, devenind al doilea cel mai tânăr portar care a debutat vreodată în Serie A, în vârstă de 16 ani și 242 de zile; a intrat imediat în formația de start, câștigându-și reputația drept cel mai promițător portar tânăr din lume la acea vreme. În 2021, Donnarumma a ajutat-o pe Milan să obțină locul doi în Serie A 2020-21 și calificarea în Liga Campionilor 2021-22, după o absență în competiție de opt ani. De asemenea, a fost numit Cel mai bun portar al anului din Serie A, Cel mai bun portar din lume IFFHS și a câștigat și Trofeul Yashin. După șase ani la Milan, Donnarumma a plecat la Paris Saint-Germain din Ligue 1 în iunie 2021, prin transfer gratuit.
Pe plan internațional, Donnarumma a doborât recordul drept cel mai tânăr italian care a jucat vreodată pentru naționala Sub-21, la vârsta de 17 ani și 28 de zile în martie 2016. Șase luni mai târziu, și-a făcut debutul la nivel internațional, devenind cel mai tânăr portar care a apărut vreodată pentru Italia, la vârsta de 17 ani și 189 de zile. Donnarumma a reprezentat Italia la UEFA Euro 2020, ajutând echipa să câștige turneul și câștigând premiul pentru Jucătorul Turneului.

## Cariera
După o scurtă trecere prin diviziile inferioare ale lui AC Milan, Donnarumma a ajuns la prima echipă în a doua jumătate a sezonului din Serie A 2014/15, în timp ce Diego López era în cel mai bun moment, se luptă să-i ia postul de titular lui Christian Abbiati.
A debutat oficial în meciul de pre-sezon cu Real Madrid care s-a încheiat 0-0. La penalty-uri, Donnarumma i-a parat șutul lui Toni Kroos.
Câteva săptămâni mai târziu, a avut posibilitatea de a aborda o altă rundă, de data aceasta împotriva lui Sassuolo, unde a parat două lovituri.
În Serie A-2015/16, la doar 16 ani, obține titularizarea datorită prestațiilor sale foarte bune, lăsând pe bancă portari de calitate și pe titularul Diego López. Termină sezonul după ce a jucat 30 de meciuri în Serie A, și a primit doar 27 de goluri.
Este catalogat de presa din Italia drept succesorul lui Gianluigi Buffon.

## Echipa națională

### Sub-21
Donnarumma a devenit cel mai tânăr jucător care a debutat cu naționala sub-21 a Italiei, la doar 17 ani și 28 de zile.

### Seniori
A debutat la echipa de seniori pe data de 1 septembrie 2016, la vârsta de 17 ani, 6 luni și 7 zile în înfrângerea cu 3-1 în fața naționalei Franței.
În iunie 2021, Donnarumma a fost inclus în lotul Italiei pentru UEFA Euro 2020. În primul său meci în competiție, pe 11 iunie împotriva Turciei, nu a primit nici un gol într-o victorie cu 3-0 pentru Italia. În semifinala împotriva Spaniei din 6 iulie, după o remiză de 1-1 după prelungiri, a apărat lovitura de pedeapsă a lui Álvaro Morata pentru a ajuta Italia să obțină o victorie cu 4-2 la loviturile de departajare, ceea ce a permis Italiei să avanseze în finala turneului. Pe 11 iulie, în finala împotriva Angliei de pe stadionul Wembley, după o remiză de 1-1 după prelungiri, Donnarumma a salvat două lovituri de departajare, inclusiv lovitura decisivă, ajutând Italia să câștige turneul pentru prima dată din 1968. Pentru performanțele sale pe tot parcursul competiției, a fost numit Jucătorul Turneului de către UEFA, fiind aceasta prima dată când un portar câștiga premiul.

## Palmares
AC Milan
- Supercoppa Italiana: 2016

Paris Saint-Germain
- Ligue 1: 2021–22,[10] 2022–23,[11] 2023–24,[12] 2024–25[13]
- Coupe de France: 2023–24,[14] 2024–25[15]
- Trophée des Champions: 2022,[16] 2023,[17] 2024[18]
- Liga Campionilor UEFA: 2024–25[19]
- Vice-campion Cupa Mondială a Cluburilor FIFA: 2025[20]

Italia
- Campionatul European de Fotbal: 2020
- Locul trei la UEFA Nations League: 2020–21,[21] 2022–23[22]